# Horná Lehota (Banská Bystrica)
Horná Lehota é um município da Eslováquia, situado no distrito de Brezno, na região de Banská Bystrica. Tem 45,89 km² de área e sua população em 2018 foi estimada em 592 habitantes.

## Demografia
| Ano:        | 1994 | 2004    | 2014   | 2024   |
| ----------- | ---- | ------- | ------ | ------ |
| Broj ljudi: | 647  | 562     | 596    | 559    |
| Razlika:    |      | -13,13% | +6,04% | -6,20% |

| Ano:               | 2023 | 2024   |
| ------------------ | ---- | ------ |
| Número de pessoas: | 571  | 559    |
| Diferença:         |      | -2,10% |